# Fn (klawisz)
Fn – klawisz znajdujący się na niektórych klawiaturach komputerowych (najczęściej jest spotykany w notebookach, netbookach oraz palmtopach).

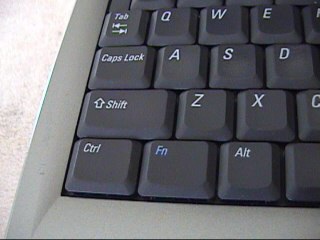
Standardowy klawisz na klawiaturze laptopa Dell inspiron 1150

W mniejszych klawiaturach służy do emulacji klawiatury pełnowymiarowej (104 klawisze).
W laptopach używany w kombinacjach z innymi klawiszami działa funkcyjnie np. pogłaśniania lub ścisza głośniki, zmniejsza lub zwiększa kontrast (jasność) ekranu, aktywuje klawisze numeryczne, tryb uśpienia, monitor zewnętrzny itp.